# Élections législatives de 1993 en Lozère
Les élections législatives françaises de 1993 se déroulent les 21 et 28 mars 1993. Dans le département de la Lozère, deux députés sont à élire dans le cadre de deux circonscriptions.

## Élus
| Circonscription | Député sortant | Parti | Parti     | Député élu ou réélu | Parti | Parti     |
| --------------- | -------------- | ----- | --------- | ------------------- | ----- | --------- |
| 1re             | Adrien Durand  |       | UDF (CDS) | Jean-Jacques Delmas |       | UDF (Rad) |
| 2e              | Jacques Blanc  |       | UDF (PR)  | Jacques Blanc       |       | UDF (PR)  |

## Résultats

### Résultats à l'échelle du département
| Parti          | Parti                                 | Premier tour | Premier tour | Second tour | Second tour | Sièges |
| Parti          | Parti                                 | Voix         | %            | Voix        | %           | Sièges |
| -------------- | ------------------------------------- | ------------ | ------------ | ----------- | ----------- | ------ |
|                | Union pour la démocratie française    | 19 868       | 47,40        | Retrait     | Retrait     | 1      |
|                | Divers droite                         | 8 341        | 19,90        | 11 212      | 100,00      | 1      |
|                | Union pour la France                  | 28 209       | 67,30        | 11 212      | 100,00      | 2      |
|                |                                       |              |              |             |             |        |
|                | Parti socialiste                      | 5 771        | 13,77        |             |             | 0      |
|                | Alliance des français pour le progrès | 5 771        | 13,77        |             |             | 0      |
|                |                                       |              |              |             |             |        |
|                | Génération écologie                   | 1 113        | 2,66         |             |             | 0      |
|                | Les Verts                             | 812          | 1,94         | 0           |             |        |
|                | Entente des écologistes               | 1 925        | 4,59         |             |             | 0      |
|                |                                       |              |              |             |             |        |
|                | Parti communiste français             | 2 851        | 6,80         |             |             | 0      |
|                | Front national                        | 2 341        | 5,59         | 0           |             |        |
|                | Le Trèfle - Les nouveaux écologistes  | 817          | 1,95         | 0           |             |        |
|                |                                       |              |              |             |             |        |
| Inscrits       | Inscrits                              | 56 920       | 100,00       | 30 452      | 100,00      | 2      |
| Abstentions    | Abstentions                           | 13 128       | 23,06        | 13 468      | 44,23       |        |
| Votants        | Votants                               | 43 792       | 76,94        | 16 984      | 55,77       |        |
| Blancs et nuls | Blancs et nuls                        | 1 878        | 4,29         | 5 772       | 33,98       |        |
| Exprimés       | Exprimés                              | 41 914       | 95,71        | 11 212      | 66,02       |        |

### Résultats par circonscription

#### Première circonscription (Mende)
| Candidat       | Candidat                | Parti          | Premier tour | Premier tour | Second tour | Second tour |  |
| Candidat       | Candidat                | Parti          | Voix         | %            | Voix        | %           |  |
| -------------- | ----------------------- | -------------- | ------------ | ------------ | ----------- | ----------- |  |
|                | Jean-Jacques Delmas élu | diss. UDF      | 8 341        | 37,79        | 11 212      | 100,00      |  |
|                | Adrien Durand sortant   | UDF (CDS)      | 6 602        | 29,91        | Retrait     | Retrait     |  |
|                | Raymond Fabre           | PS (ADFP)      | 3 359        | 15,22        |             |             |  |
|                | Gérard Mersadier        | PCF            | 1 360        | 6,16         |             |             |  |
|                | Gérard Breton           | GÉ (EÉ)        | 1 113        | 5,04         |             |             |  |
|                | Gérard Codderrens       | FN             | 953          | 4,32         |             |             |  |
|                | Jeanne Martini          | LT-LNÉ         | 343          | 1,55         |             |             |  |
|                |                         |                |              |              |             |             |  |
| Inscrits       | Inscrits                | Inscrits       | 30 452       | 100,00       | 30 452      | 100,00      |  |
| Abstentions    | Abstentions             | Abstentions    | 7 414        | 24,35        | 13 468      | 44,23       |  |
| Votants        | Votants                 | Votants        | 23 038       | 75,65        | 16 984      | 55,77       |  |
| Blancs et nuls | Blancs et nuls          | Blancs et nuls | 967          | 4,2          | 5 772       | 33,98       |  |
| Exprimés       | Exprimés                | Exprimés       | 22 071       | 95,8         | 11 212      | 66,02       |  |

#### Deuxième circonscription (Marvejols)
|                | Jacques Blanc sortant réélu | UDF (PR)       | 13 266 | 66,85  |  |  |  |
|                | Alain Bertrand              | PS (ADFP)      | 2 412  | 12,16  |  |  |  |
|                | Guy Galvier                 | PCF            | 1 491  | 7,51   |  |  |  |
|                | Alain Mathiot               | FN             | 1 388  | 6,99   |  |  |  |
|                | Jean-Pierre Bonjean         | Les Verts (EÉ) | 812    | 4,09   |  |  |  |
|                | Denise Cavalie              | LT-LNÉ         | 474    | 2,39   |  |  |  |
|                |                             |                |        |        |  |  |  |
| Inscrits       | Inscrits                    | Inscrits       | 26 468 | 100,00 |  |  |  |
| Abstentions    | Abstentions                 | Abstentions    | 5 714  | 21,59  |  |  |  |
| Votants        | Votants                     | Votants        | 20 754 | 78,41  |  |  |  |
| Blancs et nuls | Blancs et nuls              | Blancs et nuls | 911    | 4,39   |  |  |  |
| Exprimés       | Exprimés                    | Exprimés       | 19 843 | 95,61  |  |  |  |